# Municipio de Douglas (condado de Adams)
El municipio de Douglas (en inglés: Douglas Township) es uno de los doce municipios ubicados en el condado de Adams en el estado estadounidense de Iowa. En el año 2000 el municipio tenía una población de 178 habitantes y una densidad poblacional de 2 personas por km². Además, en su territorio hay una ciudad, Carbon

## Geografía
El municipio de Douglas se encuentra ubicado en las coordenadas 41°01′52″N 94°52′03″O / 41.03111, -94.86750..